# Oczatnica dwuplama
Oczatnica dwuplama (Stagonomus bipunctatus) – gatunek pluskwiaka z podrzędu różnoskrzydłych i rodziny tarczówkowatych. Zamieszkuje zachodnią i środkową część Palearktyki. Żeruje na jasnotowatych i trędownikowatych.

## Taksonomia
Gatunek ten opisany został po raz pierwszy w 1758 roku przez Karola Linneusza pod nazwą Cimex bipunctatus. W 1835 roku z kolei przez Gottlieba A.W. Herricha-Schäffera opisana została Pentatoma pusillum. W 1866 roku Étienne Mulsant i Claudius Rey umieścili C. bipunctatus jako jedyny w nowym rodzaju Onylia, a P. pusillum w nowym rodzaju Delleria. W 1886 roku Jean-Baptiste Auguste Puton dokonał synonimizacji Onylia z rodzajem Stagonomus. W 1909 roku George Willis Kirkaldy wyznaczył P. pusillum gatunkiem typowym rodzaju Delleria. W 1951 roku Aleksandr Kiriczenko włączył Delleria do rodzaju Stagnomus w randze podrodzaju. W 2000 roku J.M. Isakow obniżył S. pusillus do rangi podgatunku Stagonomus bipunctatus pusillus. W 2019 roku podział Stagnomus na podrodzaje zniesiony został przez Marcosa Roca-Cusachsa i Sunghoon Junga na podstawie morfologiczno-molekularnej analizy filogenetycznej.

## Morfologia

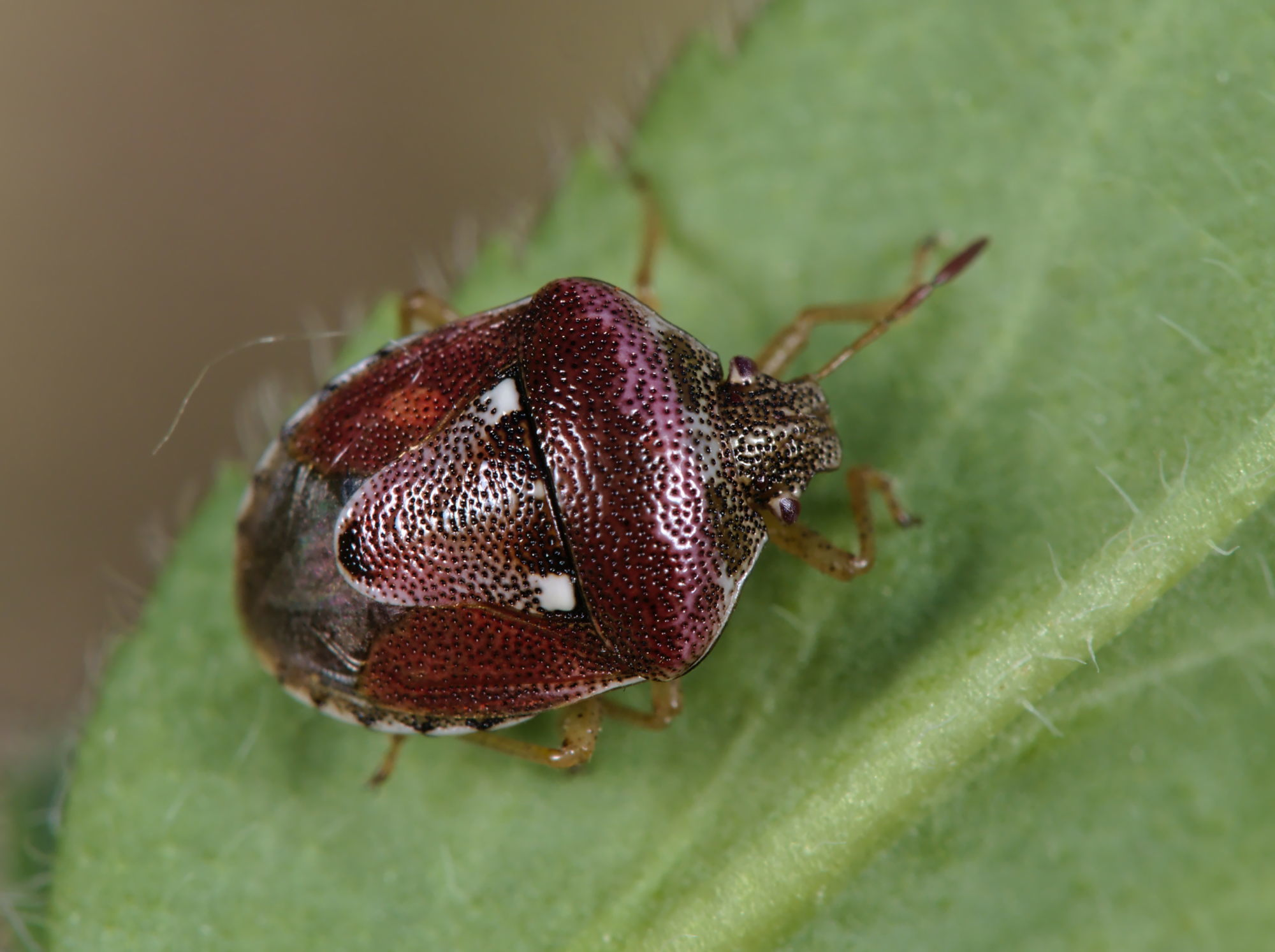
Imago podgatunku S. b. pusillus

Pluskwiak o owalnym w zarysie i znacząco wypukłym ciele długości od 5 do 6 mm. Grzbietowa strona ciała ma dominujące ubarwienie od szarożółtego do czerwonobrązowego z obfitym czarnym punktowaniem, przy czym tło głowy i przedniej części przedplecza jest jaśniejsze niż tyłu przedplecza, tarczki i przykrywki. Czułki są w całości jasne lub mają dwa ostatnie człony trochę przyciemnione, co odróżnia ten gatunek od pokrewnej oczatnicy półksiężycowatej. Krótsza od przykrywki tarczka ma w kątach nasadowo-bocznych jasne, niepunktowane wyniosłości, mniejsze i niższe niż u oczatnicy półksiężycowatej. U podgatunku nominatywnego na wierzchołku tarczki leży niewielka, czarna plama, która wzdłuż krawędzi tarczki otoczona jest szerokim, niepunktowanym, jasnym paskiem. U podgatunku S. b. pusillus plama ta jest większa, a otaczający ją od krawędzi jasny i niepunktowany pasek węższy. Listewka brzeżna odwłoka jest biała do bladożółtej z czarnymi plamami w kątach segmentów; u podgatunku S. b. pusillus punktowanie między tymi plamami jest ciemne, a u podgatunku nominatywnego jasne lub zupełnie nieobecne. Odnóża mają jasny kolor z ciemnymi plamami i punktami na udach oraz drobnym, ciemnym punktowaniem goleni. Spód ciała jest żółty z obfitym, ciemnym punktowaniem. Samica ma szczyt odwłoka zaokrąglony, nie zaś wydłużony i zaostrzony jak u oczatnicy półksiężycowej. U samca podgatunku nominatywnego tylna krawędź kapsuły genitalnej cechuje się wcięciem małym i trójkątnym wcięciem pośrodku, zaś u samca podgatunku S. b. pusillus wykrojeniem szerokim i półokrągłym.

## Ekologia i występowanie
Owad ten zasiedla ciepłe, nasłonecznione stanowiska otwarte, w tym murawy, polany i stoki. Zarówno larwy jak i postacie dorosłe są fitofagami ssącymi soki z przedstawicieli jasnotowatych i trędownikowatych. Do ich roślin żywicielskich należą: dąbrówki, dziewanny, ożanki, przetaczniki, szałwie i trędowniki. Aktywne osobniki spotyka się od kwietnia do października. Postacie dorosłe nowego pokolenia pojawiają się od sierpnia i są stadium zimującym.
Gatunek palearktyczny. Podgatunek nominatywny znany jest z Portugalii, Hiszpanii, Francji, Włoch, Polski, Węgier, Ukrainy, Mołdawii, Rumunii, Bułgarii, Słowenii, Chorwacji, Bośni i Hercegowiny, Czarnogóry, Serbii, Albanii, Grecji, europejskich części Rosji i Turcji, Maroka, Algierii, Tunezji, Cypru, anatolijskiej części Turcji,  Gruzji, Armenii, Azerbejdżanu, Syrii, Libanu, Iraku, Turkmenistanu, Uzbekistanu, Tadżykistanu, Iranu i Afganistanu. Podgatunek S. b. pusillus znany jest natomiast z Portugalii, Hiszpanii, Francji, Belgii, Holandii, Luksemburga, Niemiec, Szwajcarii, Liechtensteinu, Austrii, Danii, Szwecji, Norwegii, Finlandii, Litwy, Polski, Czech, Słowacji, Węgier, Białorusi, Rumunii, Bułgarii, Słowenii, Chorwacji, Bośni i Hercegowiny, Serbii, Czarnogóry, Macedonii Północnej, Grecji oraz europejskich części Rosji i Turcji.
W Polsce jest owadem rzadkim, spotykanym głównie na południu kraju.